# Peter Hamecher
Peter Hamecher (* 20. Januar 1879 in Lechenich; † 17. Juni 1938 in Berlin) war ein deutscher Autor und Schwulenaktivist.

## Biografie
Peter Hamecher besuchte Gymnasien in Düren, Brühl und Euskirchen. Zeitweilig lebte er später in Köln und in Berlin. Er war als Dichter, Essayist, Autor und Herausgeber tätig; insgesamt publizierte er 16 Bücher als Autor oder Herausgeber sowie in zahlreichen Tageszeitungen, vor allem im Rheinland. Auch war er Mitarbeiter der Theaterzeitschrift Masken, die das Düsseldorfer Schauspielhaus herausgab. Seine Veröffentlichungen waren stark von seinem Interesse an den Werken schwuler Autoren geprägt, darunter Oscar Wilde, Stefan George, Herman Bang und Wilhelm Schmidtbonn sowie des Schriftstellers und Humanisten Herbert Eulenberg. 1901 veröffentlichte er Zwischen den Geschlechtern, in dem sich der 22-Jährige offen zu seiner Homosexualität bekannte.
Um 1900 zog Peter Hamecher nach Berlin und kam in guten Kontakt zu den homosexuellen Aktivisten Adolf Brand, Magnus Hirschfeld und dessen Wissenschaftlich-humanitärem Komitee (WhK). Bis 1929 gehörte er mit 45 Beiträgen zu den engsten Mitarbeitern von Brands Zeitschrift Der Eigene. Dort schrieb er: „In den Stürmen meiner 15 Jahre war es, wo zum ersten Male das Bild der Freundesliebe mit flammenden Farben vor meine Augen trat und mir jede Fühlung mit dem Weibe als Geschlecht verloren ging.“
1903 wurde Der Eigene zensiert, wegen „Verbreitung unzüchtiger Schriften“ eingezogen und Adolf Brand zu zwei Monaten Gefängnis verurteilt. Dabei spielte auch ein Gedicht Hamechers eine Rolle, er wurde jedoch nicht verurteilt. 1922 stand Brand wegen desselben Deliktes erneut vor Gericht, und Hamecher wurde als Sachverständiger befragt.
1938 starb Hamecher im Ludwig-Hoffmann-Hospital in Berlin-Buch an den Folgen der Syphilis, an der er seit 1914 gelitten hatte. „Peter Hamecher war mit seinen Kontakten zu der Gemeinschaft der Eigenen und zum WhK eine große und später sogar prominente Stütze der jungen Homosexuellenbewegung. Sein offen homosexuelles Auftreten hat vielen imponiert.“

## Publikationen (Auswahl)
- Die Novellen der Freundschaft. Sarastro, Paderborn 2012, ISBN 978-3-86471-035-3 (Neuauflage).
- Erwin In het Panhuis, Wolfram Setz (Hrsg.): Zwischen den Geschlechtern. Literaturkritik – Gedichte – Prosa. Männerschwarm-Verlag, Hamburg 2011, ISBN 978-3-939542-58-2.
- Entformung und Gestalt. Gottfried Benn – Stefan George. Die Rabenpresse, Berlin 1932.